# いじめるヤバイ奴
『いじめるヤバイ奴』（いじめるヤバいやつ）は、中村なんによる日本の漫画。『マガジンポケット』（講談社）にて、2018年8月24日から2023年2月17日まで連載された。2024年7月時点で累計100万部を突破している。

## 概要

### 制作
中村なんは本作を通じて、いじめを「虚しくてくだらないのはやめたほうがいい」「いつか自分に帰ってくる」ことを感じて欲しく、いじめられる側の視点の作品は多いが「暴力をふるう側も怖い」とする他と違った切り口でいじめを否定する漫画である。この本作は、中村が漫画の構想中に駅のホームで酔っ払い同士の喧嘩を目撃したことで生まれたもので、中村はその様子を見て「痛そう・人を殴るのは怖い」と思うと同時に、「躊躇いもなく暴力を振るう人は、それを要求されてもできないことで加害者になる恐怖に共感してもらえるのではないか」と思い始め、以前からよく考えていたいじめ問題と合わさって、いじめることを強要される展開（一種のSMの要素）が生まれた。中村は怖いシーンを描くときはペンが進みづらいが、そのときに架空のもう1人の自分である暴力が苦にならない存在に代わってもらうとスムーズに作画できるという。ただ、後に架空存在の影響が強くなってしまい、害虫を駆除するときにはそれをどういじめに使えるかの方を考えてしまうと明かしている。

### 反響
- 第1話の画像を公式Twitterの掲載すると苦情が寄せられてアカウントがBANされかけたことがあった。担当編集曰くこの事態は予想外で、1話の前半で描かれる凄惨なシーンがミスリードであることをSNSではそこまで伝えきれなかったという[3]。それ以来、いじめを強要される恐怖がコンセプトだと伝わるように宣伝している[3]。
- 中村は本作の過激さから周りに「頭おかしくなった?」と聞かれるようになり友人が減った[4]。
- 久野友萬は本作は「ギャグ漫画」であることにしばらく気付かず、過剰ないじめをギャグにするのは『ダメおやじ』と共通する点もみられるが『ダメおやじ』のような漫画は現代では炎上してしまうため、いじめをテーマにしているがよくあるいじめられる側ではなくいじめる側の視点にしてそれをクリア、「いじめられっ子がいじめっ子をいじめている」ことで一言言いたい人も黙らせられる作者は賢いと感心、白咲は仲島との関係が始まってから白髪になっているのは彼女はいじめられてストレスを感じているからで奇妙ないじめ関係は好きでやっているわけではないのが「この物語の救い」だと見ている[5]。丸山ゴンザレスは事情の知らない田中が正義感から行動する様がコメディものであるゆえんで、いつのまにか危険思想が芽生え始めるかもしれないことへの合わせ鏡になる面白さを秘めた作品だとした[6]。ちゆは例として、いじめ対決で大抵は後攻が勝つことになっている料理漫画の展開を模して料理勝負のような距離感で勝負の解説や反応をして、いじめを扱っているからこその手法でひっくり返して見せるというメタフィクションで高次元なギミックはおそらく作者も無意識に繰り出している新感覚の漫画だと評した[7]。

## あらすじ
矢場高校1年B組の仲島達也は、クラスメイトの気弱そうな女の子、白咲花に対し、虐待といえるレベルのいじめを連日連夜繰り返していた。それはクラスの中でも堂々と行われており、ほかのクラスメイトたちは次のターゲットになることを恐れ、誰も止めに入らない。そればかりか、弱みを握られている担任でさえも止めようとしない。
しかし、誰も見ていない所では、なぜか白咲が仲島を脅迫している。そう、白咲は仲島に対し、自身をいじめるよう強要していたのであった。仲島が少しでも反抗する態度を見せると、逆に白咲は仲島に対し暴力込みの制裁を加えるのであった。

## 登場人物

### 主要人物
仲島 達也（なかじま たつや）
本作の主人公。矢場高校1年B組→矢場井高校1年Y2組におけるいじめの表向きのリーダー。身長177cm、10月10日生まれのO型。黒髪で中肉中背と一般的な男子高校生らしいルックスだが、目元にはかなり濃いクマができており、目つきの悪い印象を与えている。
クラスメイトの白咲に対して残虐ないじめを連日連夜行っており、クラスからは恐れられているが、これらはすべて白咲に強要された「やらせ」であり、本当はごく普通の常識人。白咲のお仕置きに怯え、疲れと罪悪感からくるストレスに耐えながらも、彼女が満足するいじめという名の接待を行うよう必死で努力している。また、何度も作戦を練って「いじめ」をやめようと立ち向かっているが、現在のところ、そのすべてが失敗に終わっている。
頭の回転の速さは作中でもトップクラスであり、いじめ関連の困難を打破するために様々な策を労している。そのためか、いつしかいじめっ子の動きを完全に見切れるようになった。身体能力も平均か、それ以上ある模様。 加藤に本当のいじめっ子ではないと疑われたり、逆に白咲への「いじめ」を続けるために他のいじめと戦わざるをえなくなったり、悪逆非道ないじめっ子を演出するためにやせ我慢をしたりと、トラブルに巻き込まれている苦労人である。そんな中、真実を知って優しい言葉をかけてくれた青山にだけは心を許しており、彼女の身が守れるなら自分が実質誤解でしかない非道ないじめっ子として処罰を受け入れ、破滅してもいいと言い切るほど心から大切にしている。
生徒会選挙編では、元会長から会長候補としての立候補を依頼され、最初は断っていたが「白咲いじめ」の場所確保と元場井高校の差別主義、いじめ推奨の実態を変えるために立候補を決意するが、徳光の作戦で多くの支持者を潰され八方ふさがりになり、最終的には徳光を倒すために田中に票を譲り渡した。
その後は白咲から逃れるために、改心した徳光とともに白咲の出身校である百桜森（ひゃくおうもり）中学校まで調査に出向いた。事件についてはおおよそ判明したが、いじめっ子脱却についての手がかりは得られず、部活に仮入部して白咲の新たな趣味を作る作戦に出る。
いじめパニック後白咲から解放され望み通りいじめっ子脱却したが、白咲を探し出して再びいじめっ子パートナーとなり、他の女の子たちや徳光とともに他校のいじめ撲滅に取り組んでいる。
第一回キャラ人気投票では4位を獲得した（1219票）。
白咲 花（しろさき はな）
もう1人の主人公。矢場高校1年B組→矢場井高校1年Y2組の生徒。身長157cm、3月31日生まれのAB型。白髪であり、やや華奢かつ小柄。本作の表向きのいじめ被害者にして、いじめの真の首謀者。連日連夜仲島から残虐ないじめを受けているが、実際には彼に自分をいじめるよう強要しており、少しでも気に入らないことがあると仲島にきついお仕置きを下す。仲島へのお仕置きや武器にアイスピックを隠し持っており、時にはペンチを用いることもある。
仲島以外が自身にいじめを行うことを許さなかったり、仲島が自分以外をいじめることを許さなかったりと、歪んだ独占欲のようなものを抱いており、そのためあからさまに仲島への好意を向ける青山とは犬猿の仲になっている。仲島のことを親友である矢野に「すごく優しくて一生懸命自分に尽くしてくれる人」と語っている。
家は裕福で、豪華な邸宅で暮らしている。かつては綺麗な黒髪ボブカットだったが、現在は真っ白になってしまった。
生徒会選挙編では、仲島の「いじめ」を受けるための個室確保のため、仲島陣営につく。
なぜ彼女がそのような行動におよぶのか、作中では一切明かされていなかったが、「いじめを起こさないため」であったことが判明する。西山がいじめ殺された後、矢野が見て見ぬふりをしていたクラスメイトを責めた時「助ければ自分がいじめられるから仕方ない」という言い訳から「自分がいじめられていればいじめは起きない」という結論に至り、仲島にいじめを強要するようになった。
圧倒的な強さと恐怖で仲島を服従させていたが、六峰に好きな人を独占したかった事実を吹き込まれ、黒宮から仲島が本心では服従していなかった現実や仲島にいじめを強要する行為の非道さを思い知らされて自身の過ちを認め、黒宮とともにいじめっ子の波に呑まれた後、いずこかに転校していったが、仲島に許されて再びいじめっ子パートナーを結ぶことになった。
第一回キャラ人気投票では3位を獲得した（1609票）。
田中 浩太（たなか こうた）
仲島のクラスメイトで、悪がのさばるのを許せない正義漢。身長172cm、6月7日生まれのO型。仲島と白咲の本当の関係を知らないため、仲島をいじめっ子として糾弾したがっている。
良くも悪くもまっすぐな精神を持ち、一度信じたことは直接自分の目で間違いであったと知るまでは曲げない頑固な一面もある。それが裏目に出ることもしばしば。高い行動力があるが、周囲に喧嘩が強い人間が多いことを差し引いても腕っぷしは貧弱で、戦闘では基本的に一方的に敗北している。
仲島の狂気の演出によって一時は断念するが、修学旅行で憧れの新撰組の空気に触れてから、再び正義のために立ち上がろうと決意する。以降、逆境でも屈しないイメージと照らし合わせて新選組を名乗るようになり、のちに加藤や岩瀬を加えて小規模ながらも本格的にいじめ防止組織として独自に活動を始めるようになった。
文化祭編では如月のイメージアップのための作戦に騙されて仲島の「いじめ」の話を生徒会にするが、加藤に生徒会のいじめ動画を見せられて誤りを認め、生徒会と戦う決意をした。
恐怖と嫌悪を抱いていた仲島が、白咲へのいじめを行っていない時は善良な人間であると感じ始めているようで、文化祭編以降は仲良くとはいかずとも、露骨に敵対することは無くなり協力し合うことも多くなった。
生徒会選挙編では、会長候補として再び仲島の前に立ちはだかり、場井高のいじめを取り締まることでアピールする作戦を決行。いじめの対象となっていた場井高生の信頼を得ることに成功し、その経緯を見ていた仲島から票を譲渡され、新生徒会長に就任した。生徒会メンバーの全員は明かされていないが、新選組メンバーが起用されているようだ。
いじめパニック編では、そのまっすぐな姿勢からいじめっ子の種を仕組まれた生徒を完全に浄化できる力を手に入れ、パニックの黒幕である六峰を倒し、浄化放送ですべての生徒を浄化していじめパニックを完全収束させた。その後仲島の「いじめ」の真実を聞かされて仲島と和解し、友人関係を結ぶこととなる。
第一回キャラ人気投票での順位は9位（338票）。
加藤 雄介（かとう ゆうすけ）
仲島のクラスにやって来た転校生。身長180cm、9月25日生まれのA型。かつて相手を自殺に追いやったと噂のある本物のいじめっ子。
仲島とのクラス内でのいじめっ子の座をかけた勝負に敗れるが、直感から彼を偽物と見抜く。そして正体を暴こうとするが、修学旅行中に仲島をいじめたことで白咲を怒らせてしまい、おしおきをされて廃人のようにされ、いじめをしないことを誓わされてしまった。廃人化してからは白髪化に加え身長が20cm低くなったうえかなり非力となっており、歩行も杖が無ければ不可能なほどに身体能力が落ちている。
一度は利用しようとした田中に助けられたことで本当の友情を築くようになり、如月からいじめっ子のにおいを感じ取って、生徒会から後々邪魔になるといじめ奴隷にされかけた田中を助けるために仲島との共闘を持ち掛ける。岩瀬との戦いで過去の自分と向き合ったことにより、一時的に廃人状態から復活できるようになった。この｢変身｣を行うと以前の体に戻り、黒板を余裕で振り回すほどの怪力と、それを使いこなすスピードを発揮する。本人の発言もあるが、事実上現時点では「男子最強」。
生徒会選挙編では、仲島に申し訳なさを感じながらも田中陣営につく。その後薬師丸との戦いで完全にかつての力を取り戻した。だが、白咲への呪縛は顕在のようで、強制解除で変身できない事態を避けるため、通常時は廃人状態で生活している。廃人状態ではかなり温厚な性格だが、変身すると以前の人格が一部戻るためか、やや気性が荒くなる。
現状、高校合併前から仲島と白咲の本当の関係性と白咲の残虐性を知っている唯一の男子キャラクターであり、仲島の良き理解者。
父親が転勤族だということもあり、人との繋がりを持てず、「自分は他人から認識されていないのでは」という不安からいじめを始めたという過去を持っている。一時期交際していた倉木が言った一言をきっかけにいじめをやめていた時期もあったが、目の前で倉木が襲われそうになったことがトラウマとなり、田中と友達になるまでの間「一人でいた方がいい」と思うようになる。パニック収束後、新選組と一緒にいる時倉木と再会している。
第一回キャラ人気投票では3位以下に大差をつけて2位を獲得した（2988票。廃人状態を含めると3000票）。
青山 紗季（あおやま さき）
仲島のクラスメイト。身長163cm、1月14日生まれのAB型。仲島と白咲の屋上での秘密の会話を聞いて真実を知り、白咲を排除して仲島と結ばれようとしている。
理由は不明だが、友情に対しては否定的で愛情だけを欲しており、仲島に異常なまでの愛情を注ぎ、彼のことを心の中で「夫」と呼んでいる。また、料理上手で、仲島への誕生日祝いのために仲島の顔を象ったケーキや、番外編で仲島の姿を象ったパンを作っていた。格闘に関しても素人ながら天性の才能を持っており、加藤や森田などの強者とも渡り合える。また、いざという時仲島を守るため、カバンの中に様々な武器を隠し持っている。
普段は平凡な少女を装っているが、自分と仲島以外の者を基本的に見下しており、障害となるものは命を奪うこともためらわない危険な思考の持ち主だが、仲島を助けた者には憎んでいる相手であっても助け舟を出すなど、彼女なりのモラルは持ち合わせている。
修学旅行では仲島を自分のものにするために手段を選ばず、仲島を利用して白咲を殺そうとするも返り討ちに遭い、さらに加藤に拉致された仲島を白咲が助けたことで反省し、仲島にとっていい伴侶になれるよう精進しようと誓う。
文化祭で仲島がミスターコンに出場すると知って自分もミスコンに参加し、優勝を果たしたが、ミスター矢場高となった仲島の誕生日をミス矢場高として祝う計画を、ミスターコンを仲島を陥れるために利用しようとする生徒会に台無しにされてしまい逆上、生徒会を壊滅状態に追いやり、何も知らないまま結果的に仲島を危機から救った。
生徒会選挙編では吹石の口車に乗せられ、仲島が会長になることで彼と疎遠になることを恐れて吹石陣営につく。そして選挙活動を経て、多少なりとも友情が芽生えるようになった。
仲島に対してはおしとやかでか弱い女の子を演じていたが、いじめパニックの時そのイメージを崩してでも仲島の力になりたいと思うようになり、本当の意味でのパートナーの1人となった。
第一回キャラ人気投票では2位以下に大差をつけて1位を獲得した（4459票）。
緑田 夏香（みどりだ なつか）
矢場高校1年A組→矢場井高校1年Y1組の生徒で、クラスメイトの早川にいじめのターゲットにされていたいじめられっ子。身長150cm、8月20日生まれのB型。アホ毛と薄幸をイメージするような片目隠れの髪型が特徴。ゲームオタクでネトゲにおいてはトップクラスの実力を誇るが、部屋は散らかっている。机で殴られてもナイフを投げられてもダメージがないほどタフな肉体を持つ。
最初は復讐を恐れて口をつぐんでいたが、監視を解くためいじめを暴こうとした仲島に助けられ、それ以降「私の騎士様」と好意を抱くようになる。
修学旅行でのいじめが解決してからは、仲島の気を引くためにいじめられているふりをしていたが、それが生徒会による仲島を陥れる陰謀を抱くきっかけになってしまい、さらには真実が生徒会にバレて新たないじめ奴隷にされてしまったが、生徒会が仲島を陥れようとしていることに激怒し、盗撮していたいじめ動画で生徒会のいじめを世間に公表することに成功した。
生徒会選挙編では、仲島の気を引くためにいじめを受ける相手として徳光に目をつけ、徳光陣営の後援会メンバー採用試験を受け、合格を果たした。その後は徳光に心酔しているかのような態度になるが、従順なフリをして土壇場で裏切り、徳光のいじめを誘発するための演技で、人質にとられていた元会長と尾本を解放し、仲島を救った。
その後は転校してきた六峰の本性を見抜きいじめさせようとするが相手にされず、自分に憧れていた宮内を本人の志願もあって配下に引き入れ、六峰の弱みを探るよう命じた。いじめパニック当日も宮内とともに行動するが、防御力の高さから栗原に目をつけられ、どこかに吹き飛ばされるがその後も調査を続け、黒宮に洗脳された仲島を正気に戻し、黒宮の過去を教えた。
第一回キャラ人気投票では5位を獲得した（707票）。

### 文化祭編
如月 淳（きさらぎ あつし）
生徒会副会長を務める1年。「奇跡のスーパー王子」と呼ばれるほど人気も高い。
表向きは絡まれている相手を助けたりと好人物を装っているが、裏では生徒会ぐるみでいじめ奴隷を生み出す凄惨ないじめを行っており、田中の告発で仲島を緑田いじめの犯人だと勘違いして邪魔者とみなし、さらに恵まれた環境で育ったが、その性格ゆえに手に入らない崇拝の念を手に入れる目的もあって文化祭で仲島をはめようと策謀をめぐらすが、仲島の作戦でそれが失敗に終わり、さらに青山と緑田の行動により自分がいじめを行っていることが世間に暴露され、会長の好意を利用して彼女に罪をなすりつけて海外逃亡を図るも、その日の夜道に白咲から制裁を受けて老人のような姿へと変貌し、車椅子を利用しなければ移動できなくなるほど精神的ダメージを負った。その後、いじめっ子覚醒者が発生し始めたタイミングで復帰。加藤や徳光と同様に変身が可能となっており、六峰と裏で結託して仲島たちへの復讐を目論み死の寸前まで追い込むが、復活した徳光に返り討ちにされ、悲しみ以外の感情を生涯封印されてしまった。
黄沢 薫（きざわ かおる）
矢場高生徒会の会長を務める女子生徒で、誕生日は不明。身長162cmでB型。直接的ないじめは行っていないが、生徒会で行われる加虐ないじめを黙認している。
異性への承認欲求が強く、相手にされないとストレスがたまる模様。
如月に想いを寄せており、これまでいじめに加担していたのも、如月に嫌われたくない一心で仕方なく行っていたものだった。仲島に負けた後で告白し、一緒に罪を償っていきたいと懇願するが、如月の心には届かなかった。
生徒会選挙編では、伸ばしていた髪を切ってセミロングにしており、如月を通じて彼の中学の先輩だった徳光の危険さを知っていたため、徳光の会長襲名を阻止するため仲島に会長選に立候補するよう依頼する。
なお、後に髪を黄色に染め、色気で相手を縛る能力を獲得し、仲島たちとともにいじめ潰しに取り組んでいる。
第一回キャラ人気投票での順位は12位（109票）。
猫木（ねこぎ）
生徒会のメンバーの女子生徒で、下の名前は不明。語尾に「〜にゃ」とつける話し方をする。家では数多くの猫を飼っている。
生徒会では隠密行動を担当しており、仲島のいじめ動画を撮影した。その後いじめっ子退治ショーが青山の仲島の誕生日を祝う計画を台無しにしたことで青山の逆鱗に触れてしまい、不意打ちを仕掛けようとするも瞬殺された。
生徒会選挙編では罪を償うため徳光打倒を決意し仲島陣営に入ろうとするが、徳光一派の森田の奇襲に遭い、足を折られてリタイアとなった。その後六峰に洗脳されて再びいじめっ子覚醒させられてしまうが、田中の浄化放送で正気に戻った。
木戸（きど）
生徒会のメンバーの男子生徒で、下の名前は不明。
眼鏡をかけたインテリで、いじめ調教の内容を考えたり、敵対者のパスワードを分析して侵入したりと頭脳的な役割を担当している。残酷さは生徒会一。
生徒会のいじめっ子退治ショーのために青山を邪魔だと突き飛ばして仲島の誕生祝いを台無しにしたことに加え、命令に逆らった尾本を傷つけようとしたことで青山の逆鱗に触れ、制裁されることになってしまった。その後はこれまでの行いを反省し、わずかにも更生の兆しを見せるようになったが、六峰に洗脳されて再びいじめっ子覚醒させられてしまうが、田中の浄化放送で正気に戻った。
岩瀬 隆（いわせ たかし）
生徒会のメンバーの男子生徒。身長181cm、9月10日生まれのO型。
学校随一の怪力の持ち主で、水のたっぷり入ったドラム缶を片手で軽々と持ち運びできるほど。主に力仕事を担当している。
文化祭当日、仲島の「いじめ」動画を奪いに来た加藤を痛めつけるが、加藤と田中の友情を侮蔑したことで加藤を覚醒させてしまい、逆に倒されてしまった。
その後は新選組に加入し、生徒会選挙編では加藤の強さを認め、より強くなるために田中陣営につく。そしてともに活動するうち、田中と加藤に本当の友情を感じるようになった。
パワーアップはしたものの、生徒会選挙編の薬師丸との戦闘では田中と加藤を庇いながらの戦いというハンデと油断によって実質敗北したが、必死に粘って時間を稼いだことで加藤の変身に必要なインターバル時間を確保し、戦いを引きついだ。
選挙を終えた後は経緯は不明だが、徳光陣営にいた前川と交際している。
いじめっ子覚醒編では、事態の沈静化を図るために田中と合流しようと移動する途中で栗原と遭遇。前川の父から伝授された武術・前川流により、パワー特化の通常形態からスピード寄りのバランス型、大蛇モードへ変身を会得しており、それを駆使して栗原に辛勝した。
第一回キャラ人気投票での順位は13位（52票）。
尾本 楓（おもと かえで）
生徒会のいじめ実行時、周囲の監視役を務める女子生徒で、生徒会からは「ポチ」と呼ばれている。身長154cm、10月18日生まれのA型。木戸から過酷ないじめ調教を受け、奴隷として従わされている。
生徒会室の通路を通過する人間がいた場合の報告を行っていたが、生徒会打倒を掲げる仲島に協力をしようとする青山に、如月に報告する前に殴られて気絶してしまい、青山から「報告すればお仕置きされる。私の夫（仲島）が生徒会を倒すから安心しろ」ときつく口止めされた。その後、木戸に呼び出されて青山の調教に協力するよう脅迫されるが、生徒会のいじめに胸を痛めていたため、青山の言葉に希望を見出し、拒否する勇気を持った。
生徒会選挙編では青山とともに吹石陣営につく。
第一回キャラ人気投票での順位は16位（20票）。
吹石 晴美（ふきいし はるみ）
矢場高校の生徒で、ミスコンの優勝候補。身長162cm、10月24日生まれのA型。フォロワーは5ケタにのぼり、複数の芸能事務所から声がかかる人気者だが、青山の存在感には及ばず、優勝を逃してしまった。
生徒会選挙編では女優の夢への巻き返しのために布石として生徒会長になろうと考え、会長候補の紅一点として仲島の前に立ちはだかるが、仲島の提案で共通の敵である徳光陣営に対抗するため、安保同盟を結び共闘する。
中学時代の友人たちに進路について価値観を押しつけられて以降本当の友情関係を築くことを半ばあきらめていたが、自分の夢を侮辱する場井高生に怒ってくれた青山と夢を応援してくれる尾本に本当の友情を感じ取り、彼女たちのためにもいじめを撲滅しようと生徒会長としての志を抱くようになった。最終的には仲島に票を譲渡し、その志を託した。

### 生徒会選挙編
黒宮 雫（くろみや しずく）
元場井高校1年B組→矢場井高校1年B2組の女生徒で、徳光に心酔していない数少ない人物の1人。身長160cm、10月29日生まれのA型。
正義感が強く、いじめを推奨する徳光のやり方に強い反感を抱いており、レジスタンスとして徳光一派を潰すと固く決意している。
仲島がなりゆきで場井高のいじめを止めたことで徳光打倒の希望を見出し、場井高校の実態を話して生徒会選挙に出馬するよう依頼する。白咲とは百桜森中学時代の同級生だった。
六峰によりいじめパニックが起こった時は、森田とともに行動しており、六峰と手を組み白咲を否定するつもりだと語っており、また新選組や他の女子も邪魔者として排除しようとしており、赤谷に青山と潰し合わせようとけしかけ、また青山と加藤を連戦で倒すほどの強さを見せつけた。
実は中学２年の時、八谷菊(はちたにぎく)中で親友へのいじめを阻止しようと必死に努力するが、その甲斐なく自殺したことで絶望し「いじめは絶対になくせない」と思うようになり、なくそうとする白咲を潰すため加藤、如月、徳光を仲島たちとぶつかるよう仕組んでいた。
いじめパニックの最終局面で仲島たちの前に立ちはだかり、白咲にされた苛烈な仕打ちを思い出させて仲島を洗脳して無力化させるが、緑田に解体されて宮内に自身の過去を暴露され、それでもスーパーいじめパニックを起こそうとするが、仲島と白咲の説得により、自ら敗北の道を選んだ。その後新選組に入隊し、いじめ撲滅に取り組んでいる。
第一回キャラ人気投票での順位は10位（294票）。
徳光 貞志/霧矢（とくみつ さだし/きりや）
現場井高校の生徒会長で、生徒会選挙編の最大の敵。身長181cm、11月20日生まれのA型。如月の中学時代の先輩で、その頃からカリスマ的存在として君臨していた。
いじめという行為を成長のための必須条件と信じて疑わず、場井高校を大半のエリートと少数の下民に分け、エリートを優遇し、下民を無条件でいじめのターゲットにすることで生徒を支配し、場井高をいじめ地獄にした張本人である。
選挙の作戦として約100人の矢場高生にいじめ調教をして欠席に追いやり、矢場高の票を抹消して圧倒的優勢に持って行った。
二重人格者で霧矢というもう1つの人格を持っており、こちらの人格では貞志には使えないいじめ調教をした矢場井高生徒の集団を指笛ひとつで呼び出し使役する技「肉壁」を仲島たちに見せている。
仲島たちの連携の前に敗れても往生際悪く生徒会長に返り咲こうと画策するが、自宅で白咲から制裁を受けて廃人にされ、貞志の人格が消失してしまった。
その後は自分もいじめのターゲットにされたことで反省し、白咲から逃れようとする仲島に協力し白咲の過去を調査しに出かけるも、阻止しようとした六峰に倒されてしまったがいじめパニック発生のタイミングで復活し、友人である仲島を逆恨みする如月を倒した。
第一回キャラ人気投票での順位は7位（367票）。
森田 修二（もりた しゅうじ）
徳光の側近を務める男子生徒。徳光陣営の中で最強と言われる3人の1人で、にこやかな笑顔の裏に冷酷な本性を持つ。選挙に勝つための作戦の伏線として、猫木や青山を襲撃した。分析癖がある。
奇襲や気配を断つ術に長けており、票の譲渡のため吹石を護衛する仲島たちを翻弄するが、さらに上を行く白咲の前に敗れた。
実は徳光の生徒会に入る前から黒宮とつながっており、人生を楽しむことだけを目的に行動しており、いじめパニックの時も黒宮について仲島たちの邪魔をするが、赤谷に白咲に襲われる悪夢を見せられてリタイアし、廃人になったが、１日３０分元に戻れる模様。
第一回キャラ人気投票での順位は18位（12票）。
前川 翼（まえかわ つばさ）
徳光の側近を務めるポニーテールの女子生徒。徳光陣営の中で最強と言われる3人の1人で徳光陣営の切り込み隊長。高名な格闘家の1人娘。
最終決戦で降参しない仲島を潰そうとし、仲島を守ろうとする青山を追い詰めるが、天性のセンスを持つ青山に倒されて愛することの大切さを説かれ、本当は普通の女の子のように恋したかったことに気づかされた。 その後、岩瀬と交際し、高校卒業時結婚の約束をしている。
薬師丸 海斗（やくしまる かいと）
徳光の側近を務める長髪の男子生徒。徳光陣営の中で最強と言われる3人の1人。身長177cm、7月9日生まれのA型。神速のパンチを繰り出すことができ、ボクシング大会でそれを武器に優勝した経験がある。
投票日当日、自分の娯楽のために田中をいじめ調教して最終演説のリアクションを楽しもうと企むが、岩瀬の粘りで加藤に変身を許してしまい、完全覚醒した加藤に返り討ちにされてしまった。
その後は新選組に入隊して新生徒会の会計としてともに活動している。そしていじめパニックを収拾しようとした時はラジコン部の飯田を撃破し、栗原を捨て身の戦法で倒そうとするも状況を誤認したことにより不発に終わり倒されてしまった。
第一回キャラ人気投票での順位は17位（14票）。
井本（いもと）
徳光の側近を務める巨漢の男子生徒。下の名前は不明。普通に攻撃されてもものともしないタフさを持つ。アリを潰して遊んでいた時アリに噛みつかれて以降、目下の相手に逆らわれるのが許せなくなった。
投票日当日、薬師丸とともに田中をいじめ調教に加担するが、田中を守ろうとする岩瀬に倒され、薬師丸に「無能」と切り捨てられてしまった。
川園（かわぞの）
徳光の側近を務める男子生徒。下の名前は不明。徳光後援会採用試験の司会を務め、矢場高出身ながら合格した緑田を認め、「できる女」だと評価した。
不良風の男（仮称）
徳光の側近を務める男子生徒。本名は不明。中間選挙賛同の署名をもらいに来た仲島に徳光傘下に加わるよう脅したり、徳光に手を出そうとした仲島を牽制したりと様々な働きを見せるが、新会長発表の際、黒宮の下で血まみれで倒されていた。
宮内 弘樹（みやうち ひろき）→徳光 貞志（とくみつ さだし）→宮内 貞志（みやうち さだし）
生徒会長候補の1人。眼鏡をかけた、がり勉風の容姿をしており、ネトゲにおいてトップクラスの成績を誇る緑田に憧れている。身長168cm、8月2日生まれのO型。唯一夢中になれたネトゲを部活にするため、生徒会長になろうと決意した。
偶然母親の旧姓が徳光だったことを利用して徳光と同姓同名になって徳光の票を大幅に削る作戦に出るが不発に終わり、仲島に持ち票を託して離脱した。
その後はネトゲ部を復活させその部長を務めており、他の部長同様六峰にいじめっ子の種を仕込まれていたが、憧れの緑田に会ったことで自分で浄化し、彼女の配下に志願し、ともに緑田軍団を結成し、六峰を倒すために共闘している。パニックの最終局面で、黒宮の秘密を仲島に教えた。
第一回キャラ人気投票での順位は8位（340票）。
小杉 礼二（こすぎ れいじ）
生徒会長候補の1人。さわやかイケメン風の容姿をしている。
中学時代いじめられていた経験からいじめを推奨する徳光に強い反感を抱いており、徳光の会長就任を阻止するため仲島に持ち票を託して離脱した。

### いじめパニック編
六峰 亮（ろくみね りょう）
白咲・黒宮の百桜森中学時代のクラスメイト。気功や話術、感情を読んで動きを予測するなど様々な能力に長けている。
一見さわやかな好青年だが、実は百桜森中学の女生徒を洗脳していじめっ子と化し西山を刺殺させており、白咲に深いトラウマを植えつけた張本人。その事件を調査に来た仲島たちを見張り、真相に気づきかけた徳光を倒した。
その後矢場井高校に転入すると演じているさわやかキャラで人気者になり、接触した生徒たちに極秘にいじめっ子の種を仕込み、各部活の部長たちをはじめほぼ全校生徒をいじめっ子と化した。
成績優秀なエリート集団を作るためという思想犯的な理由でいじめ洗脳していた徳光と違い、面白いからという理由だけで日本全国の人間をいじめっ子覚醒させようとする完全な愉快犯である。
いじめパニック発生まで仲島たちを完全に騙していたが生きていた徳光に正体を暴露され、田中のいたＦ棟で仲島たちと戦うことになる。徳光や白咲たちを倒して行動不能にさせるも、田中をいたぶったことで加藤を激怒させてしまう。最終的には感情読みによる動きの先読みを過信しすぎたことが仇となり、加藤に瀕死の重傷を負わされ、田中にとどめを刺されてしまった。
その後自主的に罰ゲームでボランティア活動をし、終わったら再びいじめパニックを起こそうと画策している。
第一回キャラ人気投票での順位は14位（37票）。
赤谷 麻里（あかたに まり）
矢場井高校の美術部部長を務める女生徒。身長157cm、5月25日生まれのO型。おもちゃなどに毒針やガスなどを仕込む暗器を使った戦い方を得意としている。
好きな人をいじめたい性癖を持っており、それで数々の高校で問題を起こして退学しており、いじめっ子の種を仕込んでいじめを蔓延させようとする六峰と手を組み、自分のいじめを不自然でない状況を作ろうとしている。
経緯は不明だが仲島に目をつけ、彼をいじめようと策を弄している。それまでは仲島をいじめる絵を描いて欲望を昇華していた。
いじめパニック当日は黒宮から仲島の心の支えになっている青山の存在を聞かされ、邪魔者とみなして排除しようとするが返り討ちにあい、青山のことを認めつつも後のリベンジを誓った。その後最終決戦をする仲島の手助けをした。
第一回キャラ人気投票での順位は11位（156票）。
栗原 武（くりはら たけし）
矢場井高校の剣道部部長を務める男子生徒。
強いものと戦い倒そうとする本能に従って行動しており、仲島たちからは危険人物と評されている。加藤とも互角に渡り合える実力を持ち、精神力でいじめ覚醒しなかった。
いじめ覚醒の犯人を探ろうと尋ねてきた仲島たちに戦いを挑むが、赤谷の睡眠ガスでダウンし勝負は引き分けとなった。その後は加藤と彼の所属する新選組に目をつけて薬師丸を倒し、緑田をどこかに吹き飛ばし、岩瀬を追い詰めるものの機転を利かせた岩瀬の渾身の反撃に倒されてしまった。
その後は無闇に相手を潰すことなく、正面から新選組に勝つことを目標にしている。
第一回キャラ人気投票での順位は20位（11票）。
飯田（いいだ）
矢場井高校のラジコン部部長を務める男子生徒。下の名前は不明。
無機物を改造して操れる技術を持っており、鎧を操作してボタン連打の速さで薬師丸を倒そうとするが、その上をいく薬師丸のパンチスピードの前に倒されてしまった。

### その他の登場人物
阿部 文雄（あべ ふみお）
矢場高校1年B組→矢場井高校1年Y2組の担任。援助交際をしていたり業務中に風俗店のサイトを見ていたりと問題のある教師で、仲島にそれをネタに服従させられている。時折仲島に対して表ざたにならないようアドバイスしている。
いじめパニック時、生徒たちのためにパニックを外部に知らせようとしていた。
第一回キャラ人気投票での順位は6位（391票）。
矢場高校校長
合併前の矢場高校で校長を務めていた中年の男性。本名は不明。
体裁ばかりを気にしており、仲島の“いじめ”に薄々感づきつつもなかったことにしようとしたり、援助を受けている如月のいじめを見て見ぬふりをするばかりか隠蔽に手を貸したりしていたが、文化祭で仲島たちの活躍でその体質が明らかになり、辞任に追い込まれた。
早川（はやかわ）
矢場高校1年A組の生徒で、いじめのリーダー。水泳部のエースで、全国レベルの潜水記録の持ち主。
1年A組を恐怖で支配し緑田いじめを行っていたが、アリバイ工作が裏目に出て仲島に暴かれてしまい、さらに仲島から自分以上の恐怖を植え付けられたクラスメイトに裏切られて今までの悪事を暴露されてしまい、退学となった。
仲島 里美（なかじま さとみ）
仲島の母親。4巻のおまけ漫画で初登場する。夫婦仲は良好。
「料理を教えてほしい」と家に来た青山を「学生時代を思い出す」と気に入り、息子に「いい奥さんになるからちゃんとつかまえときなさいよ」とアドバイスする。
矢野 梓（やの あずさ）
白咲の百桜森中学時代の友人。墓参りのために帰郷した白咲を出迎え、最近の近況について話し合う。
その後過去の調査に来た仲島たちに白咲に言われていた通りの回答をするが、白咲を悪く言わねばならないことに心を痛めていた。
いじめパニック後、仲島に白咲と幼なじみであることを教えた。
西山 恵美（にしやま えみ）
白咲の百桜森中学時代の友人で、物語のキーパーソン。おっとりして優しく芯が強い性格だった。中学時代に3人の人間にいじめられていたが白咲たちに言えず、最後は女生徒に刺され、帰らぬ人となった。
矢場井高理事長（仮称）
もともと場井高の理事長。現矢場井高校校長でさえ頭が上がらない。校内の徳光によるいじめ支配のことは知らない。
徳光の両親（仮称）
徳光貞志/霧矢の両親。数コマしか出ていないが、家庭内の団欒で息子が「生徒会長をおろされそうだ」と話すと「学校への寄付金を増やして理事長に取り入ろう」と提案するなど、性格も下劣で帝王学を認める人物。白咲の討ち入りによる襲撃で気絶した。それ以来白咲にトラウマを持ち、白咲から逃れるために海外に逃亡した。
息子の二重人格を知っているかどうかは不明。
数学教師（仮称）
白咲たちの出身校である百桜森中学で数学を担当する女教師。本名は不明。実家は本屋。
事件調査に来た仲島たちを警戒していたが、本当に白咲を心配していると判断し、過去の事件について教えた。
喜の感情しか持たない赤ん坊
徳光霧矢がいじめ調教したいじめ奴隷の一人。見た目は巨漢で禿頭、白いひげを生やした半裸の男だが、「きゃっきゃ」と赤ん坊のような泣き声しか言わない。霧矢は「赤ん坊」と表現している。「喜」の感情しか持たず、（指示者である霧矢自身が変身しているときに限り）霧矢の生みだす音色によってのみ行動が決定する。作中ではベートーヴェン交響曲第九番『歓喜の歌』を口笛で吹いて使役していた。
作中では六峰との闘いで唐突に出現し、霧矢が倒されると何処かへ去っていった。なぜ百桜森中学近辺にいたのか不明。
徳光家に控えているいじめ奴隷にもよく似た容姿の人物がいるが、同一人物か不明。
第一回キャラ人気投票での順位は15位（24票）。
長谷川（はせがわ）
矢場井高校の野球部部長を務める男子生徒。下の名前は不明。
六峰にいじめっ子覚醒させられた部長の1人であり、田中を自分のいじめ理論でねじ伏せようとするが、全く動じない田中の精神力には敵わず、田中にいじめっ子の種を浄化されて完全に正気に戻った。
津田（つだ）
矢場井高校のテニス部部長を務める男子生徒。下の名前は不明。
六峰にいじめっ子覚醒させられた人物の1人だったが、田中にいじめっ子の種を浄化されて完全に正気に戻った。
坂上（さかがみ）
矢場井高校の軽音部部長を務める男子生徒。下の名前は不明。
六峰にいじめっ子覚醒させられた人物の1人であり、田中たち新選組へ呪いの音楽を奏でていじめたが、仲島に攻略のヒントを受けた田中にいじめっ子の種を浄化されて完全に正気に戻った。
倉木 凛（くらき りん）
おまけの加藤中学生編に登場した、加藤の中学時代の同級生。加藤曰くあまり感情を表に出さない性格。いじめを黙認している学校に絶望しており、理由はともかくいじめっ子を倒した加藤に希望を見出し交際するようになり、一時的ではあるが加藤のいじめを止めることができた。しかしいじめっ子の報復のために拉致され襲われかけたことが加藤のトラウマとなってしまった。
高校2年になった時、新選組として活動する加藤と再会している。その後よりを戻したかどうかは不明。
三郎（さぶろう）
六峰に刺され記憶喪失になった徳光と同じ病院に入院していた老人。苗字は不明。
素性がわからない徳光を老人だと思い込み、「源さん（仮）」と呼んでいた。徳光とは仲良くしていたようで、記憶を取り戻した徳光に「友達を助けてこい」とおにぎりを渡す。
哀しみの感情しか持たない赤ん坊
徳光霧矢が調教したいじめ奴隷の一人。半裸でギリシャ髭の大男。泣き声を聞いた者を永遠に哀しみの感情だけしか持たないようにする。作中では如月を追い詰めた。霧矢自身も泣き声を聞いて涙しているが、彼にもダメージがあるかどうか不明。
怒りの感情しか持たない赤ん坊
徳光霧矢のいじめ奴隷の一人。この個体のみ、霧矢が変身してないときでも呼び出せる。また自律型で呼び出してしまえば徳光がコントロールする必要はない。
楽しみの感情しか持たない赤ん坊
徳光霧矢のいじめ奴隷の一人。最終話に１コマのみ登場。楽しみの感情を持たせるようにする能力を持つ。
葉山 加奈子（はやま かなこ）
八谷菊中学時代の黒宮の親友。中学２年の時いじめに遭い、黒宮に何度も助けられるが、いじめのエスカレートに耐えられず自殺してしまった。
瓦下（かわらした）
白咲の転校した高校にいた、数百年に１人の逸材と言われる伝説のいじめっ子。下の名前は不明。作中本編最後の敵。
白咲のクラスで、準伝説の神楽（かぐら）と雨闇（あまやみ）の２人を従えていじめを行っており、力がなくなった白咲を追い詰めたが、彼女を探しに来た仲島たちに２人を倒され、恐怖のいじめショーを見せつけられ、井の中の蛙であった事実を突きつけられて戦意喪失した。

## 書誌情報
- 中村なん 『いじめるヤバイ奴』 講談社〈講談社コミックス〉、全19巻
  1. 2019年2月8日発売[講 1]、ISBN 978-4-06-514416-9
  2. 2019年4月9日発売[講 2]、ISBN 978-4-06-514873-0
  3. 2019年6月7日発売[講 3]、ISBN 978-4-06-515729-9
  4. 2019年8月8日発売[講 4]、ISBN 978-4-06-516334-4
  5. 2019年11月8日発売[講 5]、ISBN 978-4-06-517530-9
  6. 2020年2月7日発売[講 6]、ISBN 978-4-06-518453-0
  7. 2020年5月8日発売[講 7]、ISBN 978-4-06-519176-7
  8. 2020年8月7日発売[講 8]、ISBN 978-4-06-520451-1
  9. 2020年11月9日発売[講 9]、ISBN 978-4-06-521280-6
  10. 2021年2月9日発売[講 10]、ISBN 978-4-06-522357-4
  11. 2021年5月7日発売[講 11]、ISBN 978-4-06-523152-4
  12. 2021年8月6日発売[講 12]、ISBN 978-4-06-524477-7
  13. 2021年11月9日発売[講 13]、ISBN 978-4-06-525990-0
  14. 2022年2月9日発売[講 14]、ISBN 978-4-06-526907-7
  15. 2022年5月9日発売[講 15]、ISBN 978-4-06-527846-8
  16. 2022年8月9日発売[講 16]、ISBN 978-4-06-528666-1
  17. 2022年11月9日発売[講 17]、ISBN 978-4-06-529714-8
  18. 2023年2月9日発売[講 18]、ISBN 978-4-06-530625-3
  19. 2023年5月9日発売[講 19]、ISBN 978-4-06-531594-1